# Francesco Giuseppe Bini
Francesco Giuseppe Bini detto Ciccina (Empoli, 17 febbraio 1776 – 18..) è stato un fantino italiano.
Noto anche come Tremamondo, vinse per quattro volte il Palio di Siena. 
Faceva parte di una famiglia di fantini: era fratello di Gregorio Bini detto Belgrado, nonché cugino di Geremia Menghetti detto Figlio di Piaccina e di Giuseppe Menghetti detto Giuseppetto, questi ultimi figli rispettivamente di Luigi Menghetti detto Piaccina e di Angiolo Menghetti detto Biancalana.

## Carriera
Ciccina esordì al Palio il 17 agosto 1794, correndo senza successo per la Lupa. 
Alla sua settima partecipazione, il 17 agosto 1814, colse la prima vittoria difendendo i colori della Torre. Al secondo giro ingaggiò una lotta con Cicciolesso nel Nicchio, fino a quel momento primo, che tentò di fermare Ciccina trattenendone per le redini il cavallo. Ai due si affiancò l'ocaiolo Piaccina, zio di Ciccina, che Cicciolesso tentò di gettare da cavallo. Non riuscendovi, Cicciolesso saltò direttamente sul barbero dell'Oca, che finì per ritrovarsi con due fantini sul dorso, ma così facendo fu costretto a lasciare la presa dalle redini del cavallo torraiolo: Ciccina ne approfittò per divincolarsi, andando a vincere il Palio.
Ciccina seppe già ripetersi alla successiva carriera del 2 luglio 1815: con indosso il giubbetto dell'Aquila, partì secondo dietro la Selva con Caino, che riuscì a superare al terzo passaggio alla curva di San Martino.
Colse la terza vittoria il 2 luglio 1821 di nuovo con l'Aquila, dopo essere partito primo e aver condotto la carriera per la sua interezza.
I suddetti tre successi furono ottenuti da Ciccina con lo stesso cavallo: il baio scuro di Stanislao Pagliai, il più vittorioso, con nove successi, nella storia del Palio di Siena.
Il 3 luglio 1825, ancora nella Torre, colse la sua quarta e ultima affermazione sul morello di Salvatore Felli, dopo una nuova battaglia con Cicciolesso, su cui Ciccina ebbe la meglio disarcionandolo da cavallo.
Chiuse la propria carriera il 16 agosto 1829, vestendo di nuovo il giubbetto della Torre.

## Presenze al Palio di Siena
Le vittorie sono evidenziate ed indicate in neretto.
| Palio             | Contrada     | Cavallo                  | Note   |
| ----------------- | ------------ | ------------------------ | ------ |
| 17 agosto 1794    | Lupa         | Baio di G. Gigli         |        |
| 2 luglio 1795     | Lupa         | Grigio di M. Bonci       |        |
| 17 agosto 1795    | Leocorno     | Morello di S. Ceccarelli | scosso |
| 2 luglio 1796     | Pantera      | Baio di G. Livi          |        |
| 16 agosto 1796    | Pantera      | Baio di M. Di Grazia     |        |
| 2 luglio 1814     | Drago        | Baio di B. Fontani       |        |
| 17 agosto 1814    | Torre        | Baio di S. Pagliai       |        |
| 2 luglio 1815     | Aquila       | Baio di S. Pagliai       |        |
| 2 luglio 1817     | Onda         | Grigio di S. Felli       |        |
| 17 agosto 1817    | Drago        | Morello di G. Lapi       |        |
| 2 luglio 1818     | Chiocciola   | Morello di G. B. Masoni  |        |
| 16 agosto 1818    | Chiocciola   | Sauro di G. Lippi        |        |
| 19 agosto 1818    | Chiocciola   | Morello di B. Donzelli   | scosso |
| 30 marzo 1819     | Torre        | Baio di D. Meini         |        |
| 16 agosto 1820    | Valdimontone | Baio di A. Lippi         |        |
| 2 luglio 1821     | Aquila       | Baio di S. Pagliai       |        |
| 16 agosto 1821    | Nicchio      | Baio di E. Barbetti      |        |
| 27 settembre 1824 | Civetta      | Morello di P. Franci     |        |
| 3 luglio 1825     | Torre        | Morello di S. Felli      |        |
| 16 agosto 1826    | Torre        | Morello di E. Barbetti   |        |
| 16 agosto 1829    | Torre        | Morello di P. Coppi      | scosso |